# Gymnocrex plumbeiventris
Gymnocrex plumbeiventris е вид птица от семейство Rallidae.

## Разпространение
Видът е разпространен в Индонезия и Папуа Нова Гвинея.